# Three 6 Mafia
I Da Mafia 6ix più conosciuti con il vecchio pseudonimo di Three 6 Mafia sono un gruppo rap di Memphis. È il primo gruppo hip-hop ad avere vinto un Premio Oscar, alla 78ª edizione come miglior canzone con It's Hard out Here for a Pimp. I Three 6 Mafia si sono con il tempo espansi molto anche sul panorama mainstream a differenza dei primi album come Mystic Stylez pieni di testi violenti, occulti e profani. Si dice che l'origine del nome nasca dal culto di Satana, per questo "La Mafia dei 3-6" (666).

## Storia del gruppo
Il gruppo fu fondato nel 1991 da tre afroamericani, DJ Paul (Paul Beauregard), Juicy J (Jordan Houston) e Lord Infamous (Ricky Dunigan). Il nome iniziale per il gruppo era Backyard Posse, che cambiò poi in Triple Six Mafia. Il gruppo si formò attraverso la pubblicazione di EP dalla loro etichetta discografica con Nicky Scarfo, Prophet Entertainment, creando poi la loro etichetta Hypnotize Minds Records; all'inizio della loro carriera aiutarono molti artisti hip-hop ad emergere.
Essendosi evoluti notevolmente come gruppo, avendo firmato contratti con un'etichetta importante e avendo riscosso un indiscutibile successo, i leader del gruppo Juicy J e DJ Paul cominciarono a estendere il loro campo. Cominciarono a pubblicare diverse canzoni cantate singolarmente dai componenti del gruppo (Gangsta Boo, Koopsta Knicca) e con artisti "amici" ma non formalmente parte del gruppo (Project Pat, The Kaze); pubblicarono poi diverse compilation (Tear Da Club Up Thugs, Hypnotize Camp Posse, Da Headbussaz, e Prophet Posse). Nel frattempo pubblicarono anche compilation di canzoni incise in tempi precedenti (Underground Vol. 1: 1991-1994, Underground Vol. 2: Club Memphis, Underground Vol. 3: Kings of Memphis).

### Conseguenze e cambiamenti
Nel 2000 fu pubblicato il successivo album ufficiale del gruppo, When the Smoke Clears. Grazie al successo del singolo principale Sippin' on Some Sizzurp in alcuni mercati musicali anche non del sud, l'album si piazzò al numero sei nella classifica Billboard. Il singolo ebbe molti ascolti su MTV e sulle radio nazionali. In questo album collaborarono anche gli Insane Clown Posse e Twiztid. Gli stessi Three 6 Mafia indossarono gadget degli Insane Clown Posse durante il video Sippin' On Some Sizzurp. Dopo la recente scomparsa del membro Lord Infamous dovuta a un arresto cardiaco il gruppo ha deciso di cambiare il loro nome in Da Mafia 6ix. Il loro ultimo album 6ix Commandments e primo sotto il nome di Da Mafia 6ix rievoca un ritorno al vecchio stile grottesco e violento mischiandolo a sonorità più moderne. La copertina dell'album presenta, oltre i membri attuali del gruppo, anche il volto di Lord Infamous in onore alla sua morte.
Il 1º gennaio 2023, Gangsta Boo è stata rinvenuta cadavere all'età di 43 anni. La causa del decesso non è nota. DJ Paul ha confermato la sua morte tramite Instagram.

## Discografia

### Album
Album in studio
- 1995: Mystic Stylez
- 1996: Chapter 1: The End
- 1997: Chapter 2: World Domination
- 2000: When the Smoke Clears: Sixty 6, Sixty 1
- 2001: Choices: The Album
- 2003: Da Unbreakables
- 2005: Choices II: The Setup
- 2005: Most Known Unknown
- 2008: Last 2 Walk

EP
- 1995 - Live by Yo Rep

Mixtapes
- 1994 - Smoked Out, Loced Out
- 2000 - We Never Sleep
- 2002 - We Never Sleep Vol. 2
- 2004 - We Never Sleep Vol. 3
- 2007 - We Never Sleep Vol. 4

Raccolte
- 1999 - Underground Vol. 1: (1991-1994)
- 1999 - Underground Vol. 2: Club Memphis
- 2000 - Underground Vol. 3: Kings of Memphis
- 2005 - Most Known Hits
- 2006 - Smoked Out Music: Greatest Hits
- 2007 - Prophet's Greatest Hits

Album collaborativi
- 1998 - Body Parts come Prophet Posse (con Prophet Entertainment)
- 2000 - Hypnotize Camp Posse come Hypnotize Camp Posse (con Hypnotize Minds)
- 2002 - Dat's How It Happen to'M come Da Headbussaz (con Fiend)

### Altri album
Album in studio
- 1999 - CrazyNDaLazDayz come Tear da Club Up Thugs (DJ Paul, Juici J & Lord Infamous)
- 2015 - Watch What U Wish... come Da Mafia 6ix (DJ Paul, Lord Infamous, Crunchy Black & Koopsta Knicca)

Mixtapes
- 2013 - 6ix Commandments come Da Mafia 6ix (DJ Paul, Lord Infamous, Crunchy Black, Gangsta Boo & Koopsta Knicca)
- 2014 - Hear Sum Evil come Da Mafia 6ix (DJ Paul, Lord Infamous, Crunchy Black & Koopsta Knicca)

## Filmografia

### Apparizioni in film
- Hustle & Flow (2005)
- Jackass Number Two (2006)
- Rocky Balboa (2006) – "It's a Fight" è la colonna sonora ufficiale

### Apparizioni in serie televisive
- Flavor of Love (2006)
- MTV's Jamie Kennedy's Blowin' Up (2006) – l'episodio fu censurato dopo alcune polemiche dopo la messa in onda
- The Simple Life (2006)
- Studio 60 on the Sunset Strip (2006) – episode: "Pilot" –
- WWE SmackDown! (2006) (la loro canzone some body gonna get it è usata dal Wrestler Mark Henry come theme song)
- Entourage (2006)
- My Super Sweet Sixteen (2006) I Three 6 Mafia erano gli ospiti musicali
- Criss Angel Mindfreak (2006) – episodio: "Celebrity Séance"
- Wrestling Society X (2007) – episodio numero 2
- Rob & Big (2007) – Three 6 Mafia hanno rappato a un party in un episodio
- Wild 'N Out (2007) – edizione Spring Break
- Mind of Mencia (2007) – Stagione 3, Episodio 2
- Adventures in Hollyhood (2007)
- The Girls Next Door (2006)

### Video originali su DVD
- Choices: The Movie (2001)
- Choices II: The Setup (2005)
- Cleap Up Men (2005)
- Ultimate Video Collection (2006)

### Serie televisive originali
- Adventures in Hollyhood (2007)
- Three 6 Mafia's Adventures In Spring Break (2007)